# Villa Medicea La Petraia

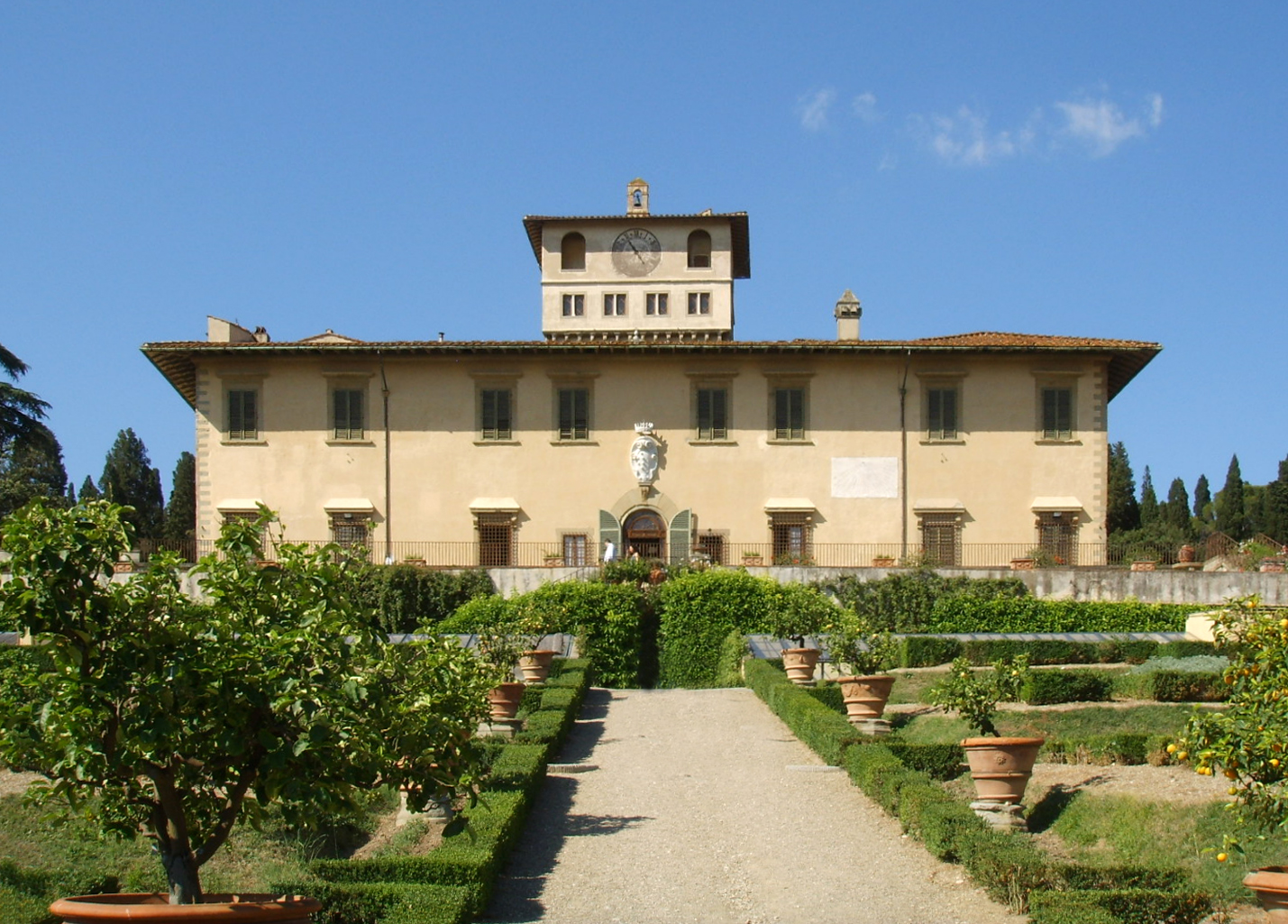
Fachada da Villa Medicea La Petraia.

A Villa Medicea La Petraia é uma villa toscana situada na zona montanhosa de Castello, na Via Petraia nº 40, em Florença. É uma das mais belas e famosas villas da Família Médici, magnificamente colocada numa posição panorâmica que domina a cidade de Florença.

## História

### Século XVI: Fernando I

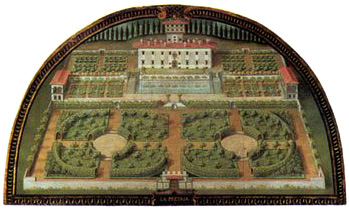
A Villa La Petraia numa luneta de Giusto Utens (1599), Museo di Firenze com'era.

Em 1364 o "palagio" da Petraia pertencia à família Brunelleschi, até que, em 1422, Palla Strozzi o adquiriu e ampliou a propriedade comprando os terrenos circundantes. 
Na primeira metade do século XVI, a villa passou para a posse dos Salutati, os quais a venderam a Cosme I de Médici, cerca de 1544, que a deu ao filho, o Cardeal Fernando em 1568. Já se tinham iniciado algumas obras de ampliação em 1566, mas foi com Fernando, depois de se tornar Grão-Duque da Toscânia, em 1587, que se inicou a verdadeira transformação do edifício "da signore" (senhorial) semelhante a uma fortaleza numa residência digna de um Príncipe.
Desta forma, a partir de 1588 teve-se uma década de trabalhos que, com poderosas remoções de terra, transformaram a natureza "pietrosa" (pedregosa) do lugar (da qual resulta o Petraia, ou seja, cheia de pedras) numa sequência cenográfica de terraços dominada pela sólida mole do edifício principal.

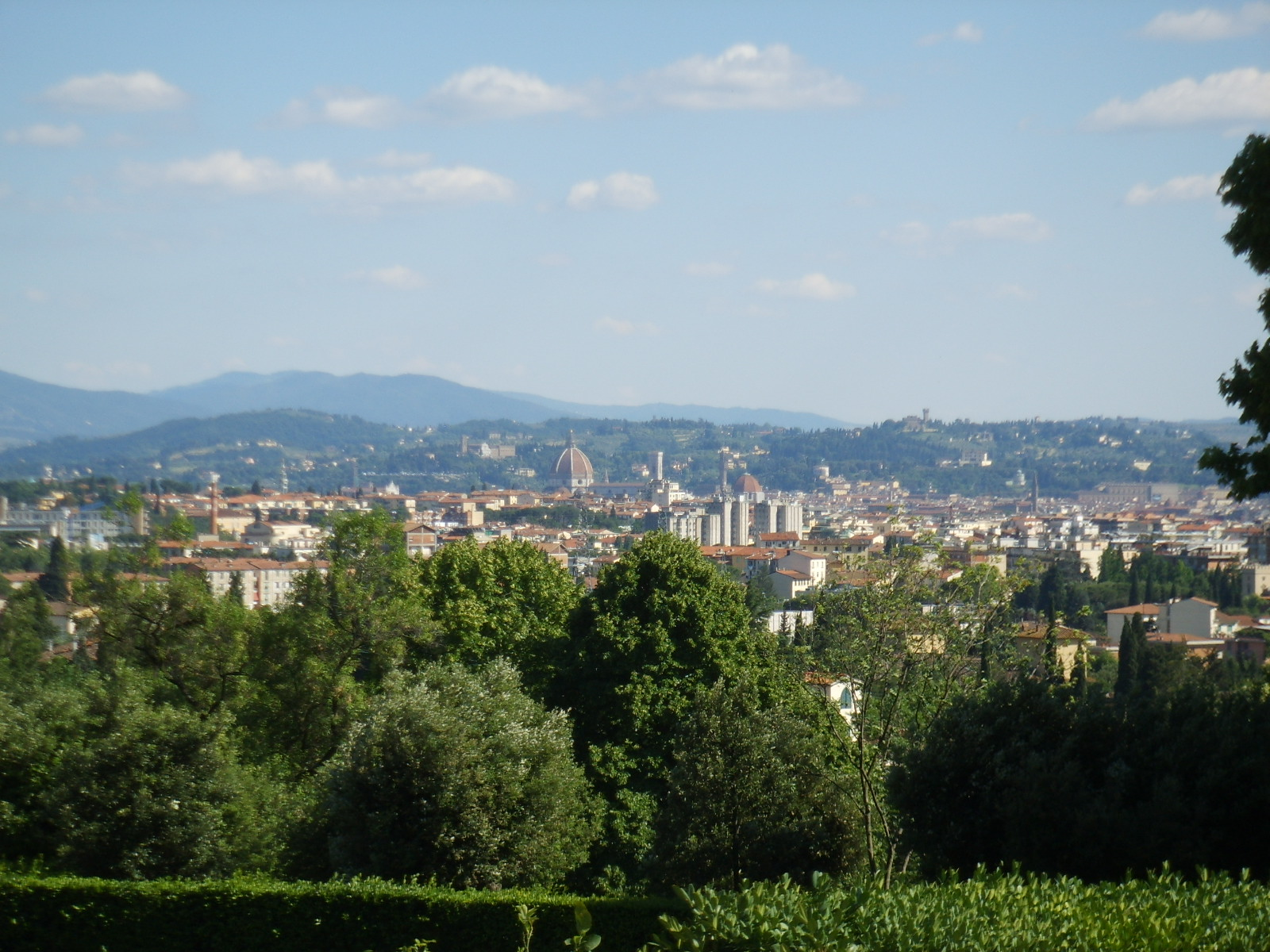
Florença vista da Villa Medicea La Petraia.

A autoria da villa é atribuída tradicionalmente a Bernardo Buontalenti, embora a única certeza documentada seja a presença no estaleiro de Raffaello Pagni. A villa foi reorganizada e ampliada em torno da torre central do século XIV, a qual foi transformada num belvedere (onde se encontra um relógio oitocentista), mas as maiores alterações relacionaram-se com o jardim, o qual foi transformado nos três grandes terraços sobrepostos frente à villa, que por aproximação e estilo derivam dos realizados poucos anos antes para a Villa Medici em Roma, na Colina do Píncio, onde Fernando havia passado grande parte da sua vida de (ex-)Cardeal. 

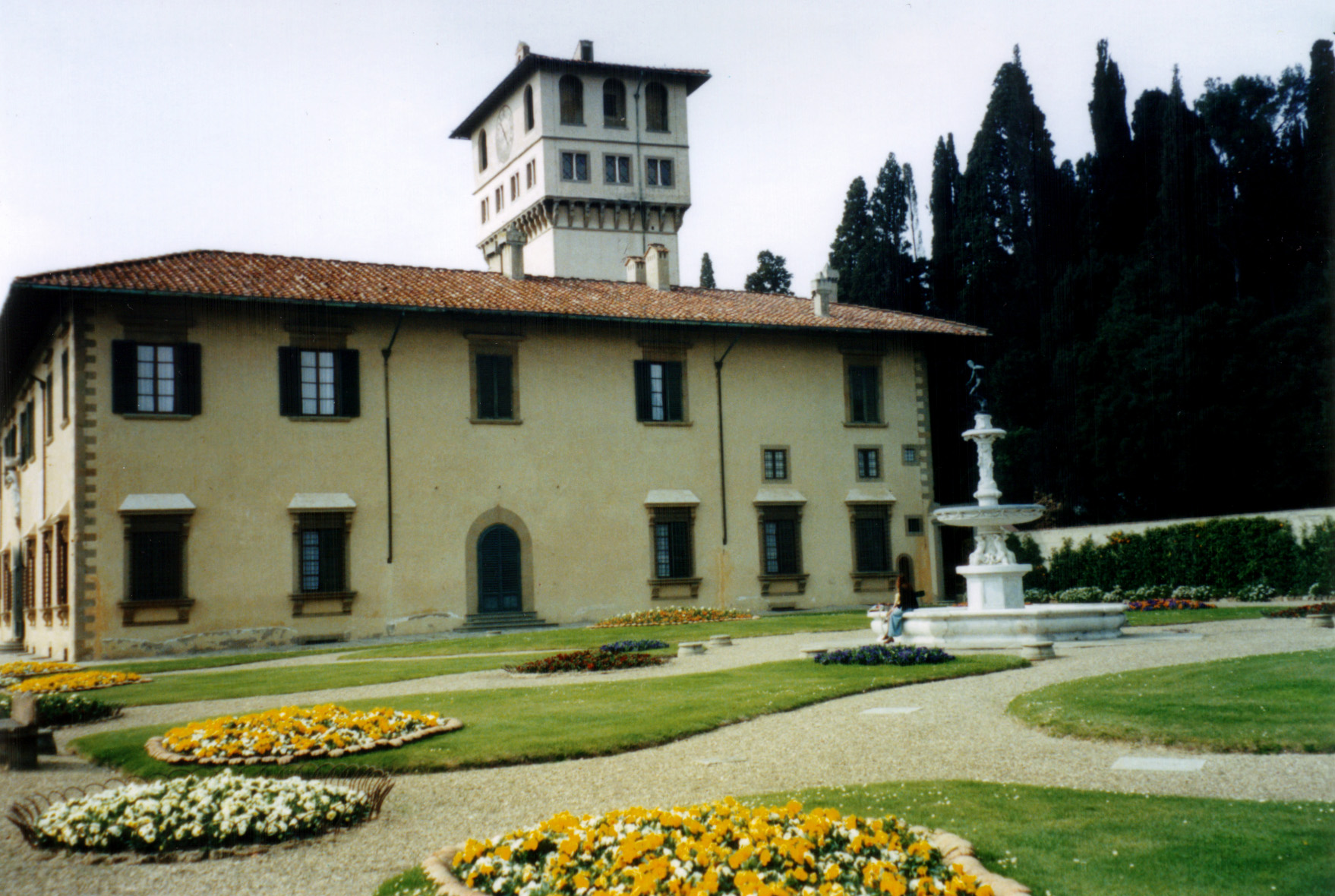
Vista lateral da Villa Medicea La Petraia com a torre medieval transformada em belvedere.

Temos uma fiel reconstrução do aspecto dos jardins da época na luneta de Giusto Utens, datada de 1599-1602, executada para a Sala das Villas da Villa Medicea di Artimino e actualmente no Museo Firenze com'era: o primeiro terraço era ocupado por pomar de plantas anãs, uma verdadeira raridade que despertava a curiosidade das outras Cortes europeias; o segundo terraço, o Nível do Viveiro, era dominado por um grande tanque central, com duas rampas de escadas nos flancos, e hospedava canteiros com disposições "simples" (ou seja, medicinais, donde surge o nome do Jardim dos Simples), plantadas segundo desenhos geométricos, com dois edifícios, com loggias, dos lados; o terceiro terraço, o maior, era ocupado por duas grandes zonas elípticas, com árvores e passagens cobertas; em todo o jardim, por outro lado, estavam dispostos os citrinos em vaso e espaldeiras de laranjas ao longo dos muros circundantes, no exterior dos quais se estendia o "salvático", o bosque. 
A villa acabou por ter uma função predominantemente de residência, em oposição às funções de representação da Villa Medicea di Castello ou às funções relacionadas com a caça das numerosas villas nas encostas do Monte Albano. Isto explica, também, a presença preferencial das plantas úteis em relação às ornamentais, e a falta de estátuas e fontes.
Depois das bodas do Grão-duque, em 1589, a villa foi concedida à sua consorte, Cristina de Lorena. Da sua intervenção sobressaem os afrescos de Bernardino Poccetti, na capela privada, e os afrescos que celebram a Casa de Lorena, obra de Cosimo Daddi.

### Século XVII: Os últimos Médici

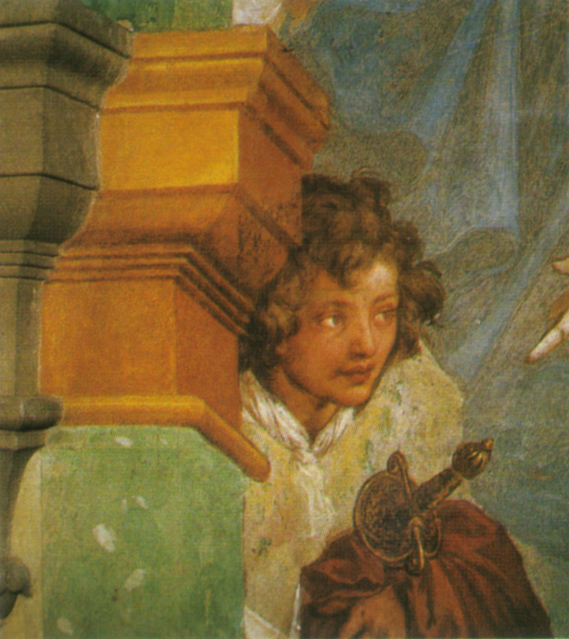
Fanciullo ("Menino"), detalhe do ciclo de afrescos de Volterrano.

A villa passou para a posse de Dom António de Médici em 1609, que a enriqueceu com o precioso ciclo pictórico dos Fasti medicei (Faustos mediceos), obra prima de Baldassarre Franceschini dito Il Volterrano, que ainda hoje decora o pátio (1637-1646). As cenas foram concebidas, por sugestão de Pier Francesco Rinuccini, livres da sucessão cronológica e estranhamente sequenciadas como uma série de grandes estandartes com tema histórico que celebravam a Casa Médici. Este importantíssimo ciclo pictórico, no que diz respeito às villas médici, apenas é precedido pelo ciclo do Salone di Leone X (Salão de Leão X) na Villa Medicea di Poggio a Caiano, também esse ligado à celebração dos Médici através de cenas da história romana.
Dom Lourenço de Médici reuniu uma preciosa colecção de pinturas, enquanto Cosme III mandou afrescar a Cappella Nuova (Capela Nova) por Pier Dandini e Rinaldo Botti, cerca de 1696.

### Séculos XVIII e XIX: Os Lorena

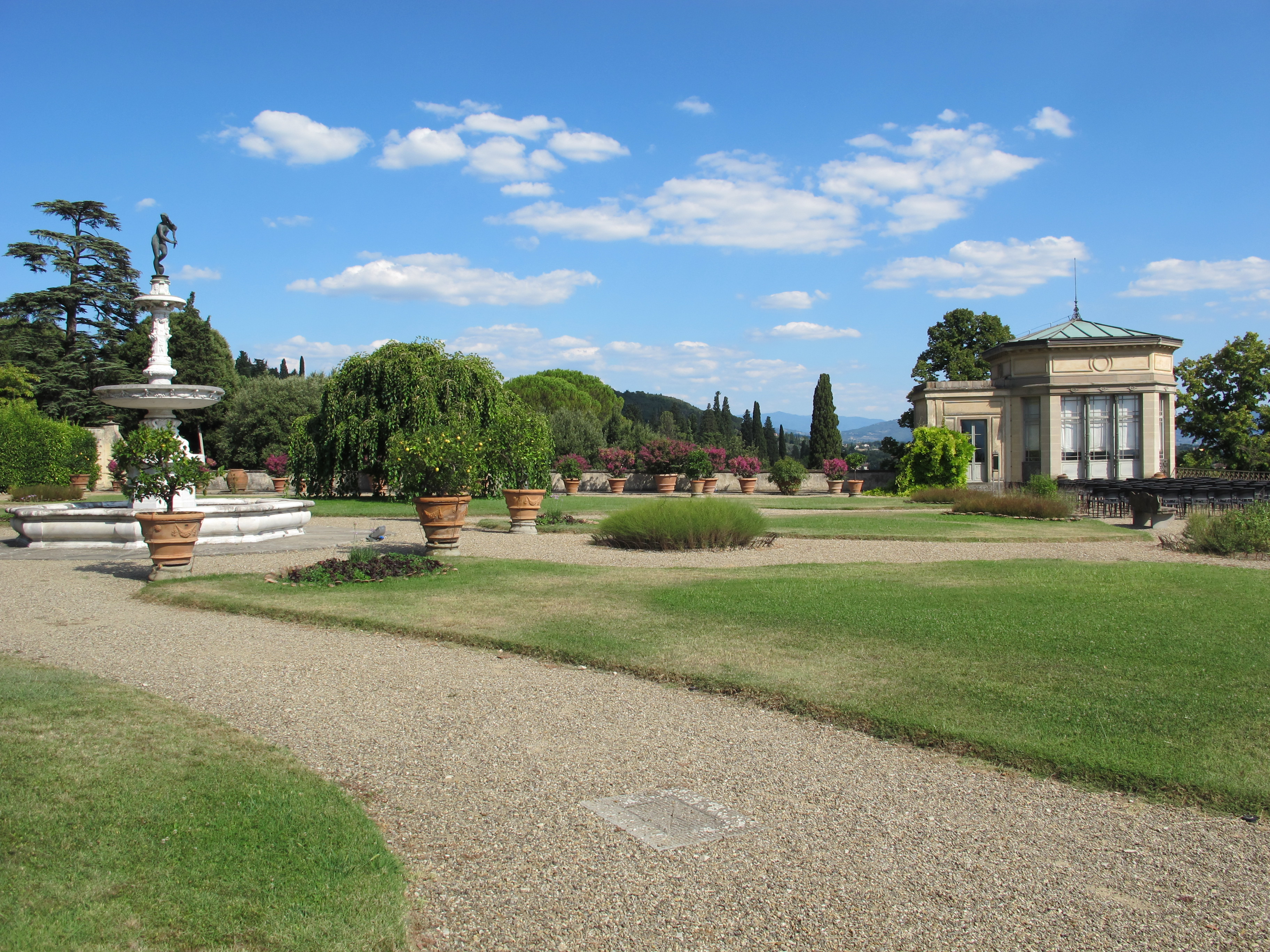
Piano della figurina: fonte e belvedere.

Coo o novo século, a villa deve ter perdido o interesse aos olhos dos seus novos proprietérios, ao ponto de ser gradualmente espoliada: o Príncipe de Craon, que tinha a regência no lugar de Francisco Estêvão, desde 1737, encontrou-a melancolicamente vazia.
Os Lorena remobilaram os ambientes e renovaram as instalações da villa: foi realizada uma sala de jogo, uma sala com uma colecção de aguarelas adquiridas pelo Grão-duque Pedro Leopoldo, em 1785, e foi recompostoo jardim. A Fontana di Fiorenza (Fonte de Florença), de Giambologna, foi transferida do parque de Castello para o jardim de levante da villa, qua ainda actualmente se chama de Piano della figurina, em referência à escultura da Venere-Fiorenza (Vénus-Florença). Em 1816, o arquitecto Giuseppe Manetti cuidou de alguns trabalhos de restauro e modernização.
O parque romântico à inglesa data de 1829, quando Leopoldo II de Lorena chamou o jardineiro boémio Joseph Frietsch, já autor do parque da Villa Medicea di Pratolino. O grande caminho para carruagens que une a Villa de Petraia à Villa Medicea di Castello também data deste mesmo período (1833).

### Os saboias

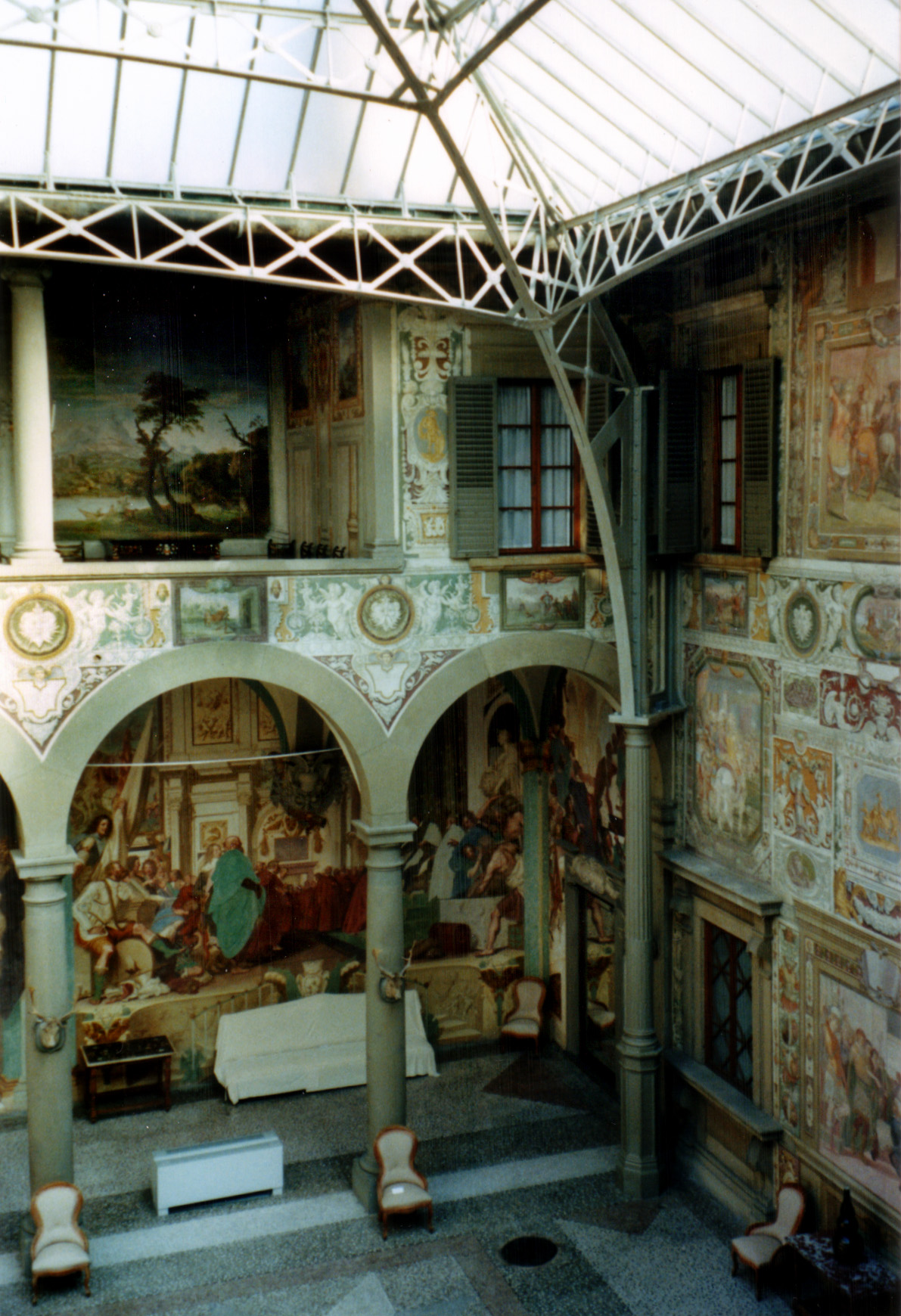
Pátio central com parte da estrutura da cobertura.

Na época dos saboias a villa tornou-se residência de Vítor Emanuel II da Itália e de Rosa Vercellana, sua mulher morganática que muito amou La Petraia. A villa foi novamente remobilada, desta vez com uma série de móveis de valor que os saboias tinham "herdado" das Casas Reinantes dos Antigos Estados Italianos depois da Unificação Italiana. Chegaram, assim, peças de mobiliário, tapetes, quadros e outros ornamentos das Villas e Palácios Reais de Lucca, Modena, Piacenza e de outras villas dos Médici. Em 1911 foi redigido um inventário dos móveis, o qual constituíu a principal fonte para reconstruir a disposição dos móveis para a encenação museológica contermporânea; foram, por outro lado, redecorados muitos tectos com estuques brancos e dourados e com pinturas a grisaille; foi refeita a escadaria e instalado um equipamento de aquecimento do ar, tudo obra dos arquitectos da Real Casa, o turinenses Fabio Nuti e Giuseppe Giardi.
A intervenção mais visível daquele período continua a ser, contudo, a cobertura do pátio central com uma airosa estrutura em aço e vidro, criado em 1872 por ocasião das bodas do filho do Rei e Rosina, Emanuele di Mirafiori, tornando-se o pátio num verdadeiro salão central de festas. Esta solução revelou-se óptima, também, para a preservação dos afrescos do pátio, sem diminuir a luminosidade do ambiente e acrescentando uma estrutura de inegável valor arquitectónico. Esta solução foi, de seguida, copiada e usada noutros ambientes, como o Chiostro dei Voti (Claustro dos Votos), na Basilica della Santissima Annunziata.
Contemporaneamente, no Piano della Figurina foram montados dois espectaculares aviários segundo projecto de Ferdinando Lasinio, infelizmente perdidos mas dos quais restam algumas fotografias da época.

### Século XX

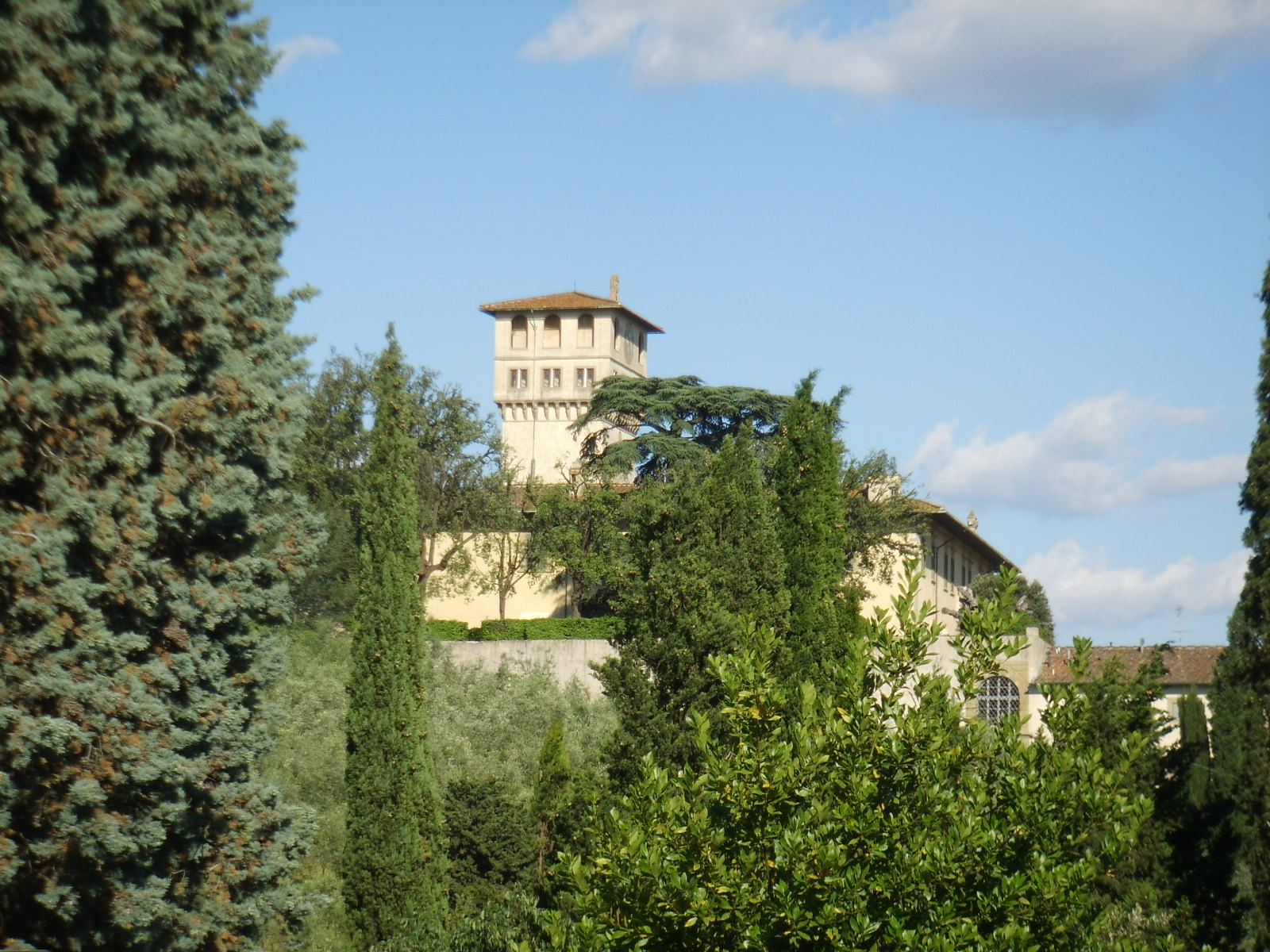
Vista parcial da Villa Medicea La Petraia.

Em 1919 a villa foi doada ao Estado Italiano, o qual a destinou, como outras villas, à Opera Nazionale Combattenti, os quais venderam a propriedade dispersando os mobiliários e decorações, assim como próprios terrenos que faziam parte do imenso parque. A villa regressou às mãos estatais na década de 1960 e então, com uma acréscimo depois de 1984 quando foi instituído o Museo Nazionale, passou a ser objecto de um lento e profundo projecto de recuperação, seja da parte estrutural seja dos mobiliários.
A fonte de Fiorenza, com o bronze de Giambologna no alto, foi desmontada e recolocada no centro do pátio coberto, onde se encontram, actualmente, também algumas estátuas provenientes da vizinha Villa Medicea di Castello.
Os projectos para o futuro da villa passam pela recuperação dos sugestivos subterrâneos, com as antigas cozinhas e algumas salas onde deviam estar expostos os modelos realizados por ocasião da Mostra di giardinaggio (Mostra de Jardinagem) de 1931, uma curiosa série de maquetes de jardins em miniatura que se encontram depositados na villa .

## A villa

### Piso térreo

#### Pátio central

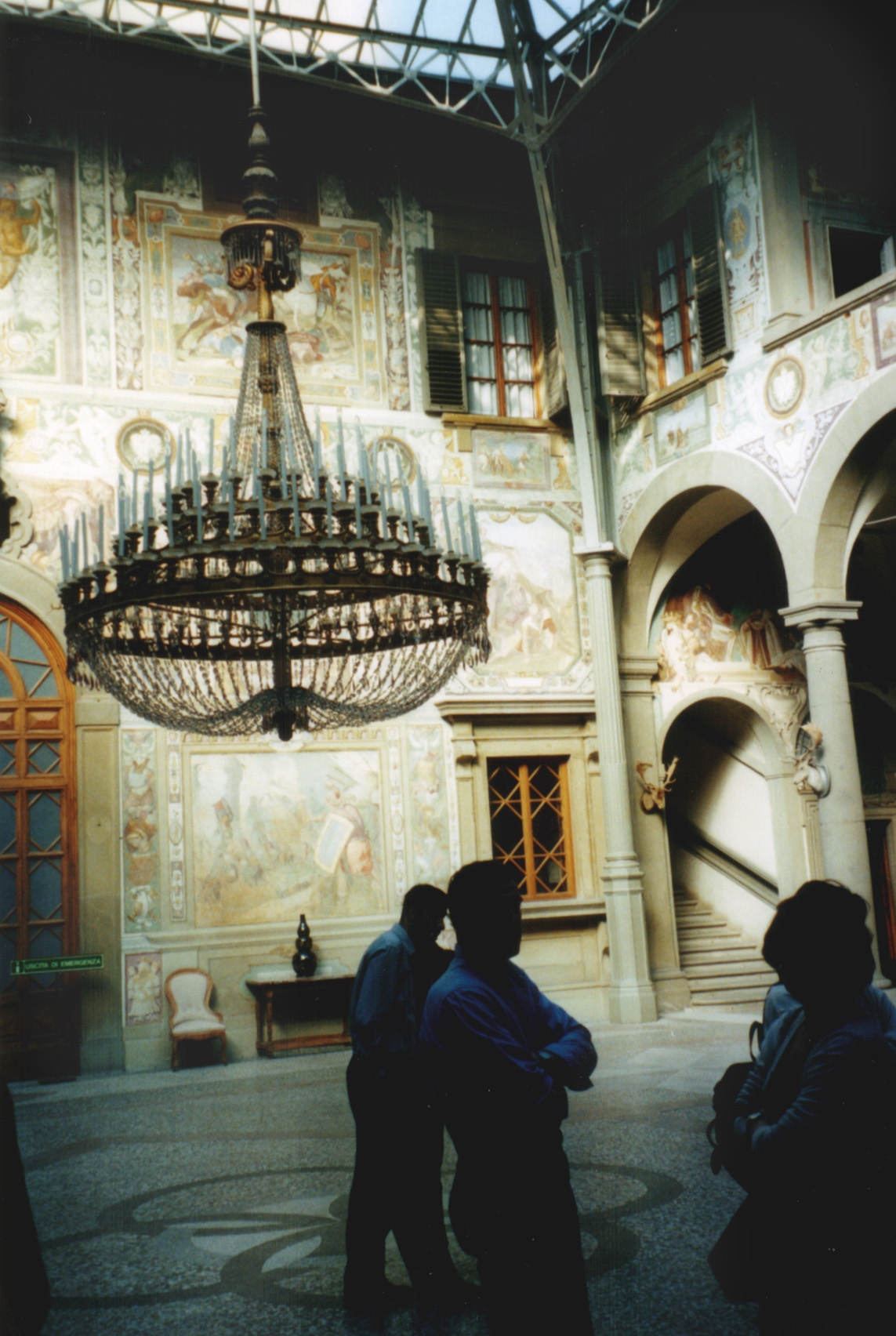
Aspecto do pátio central.

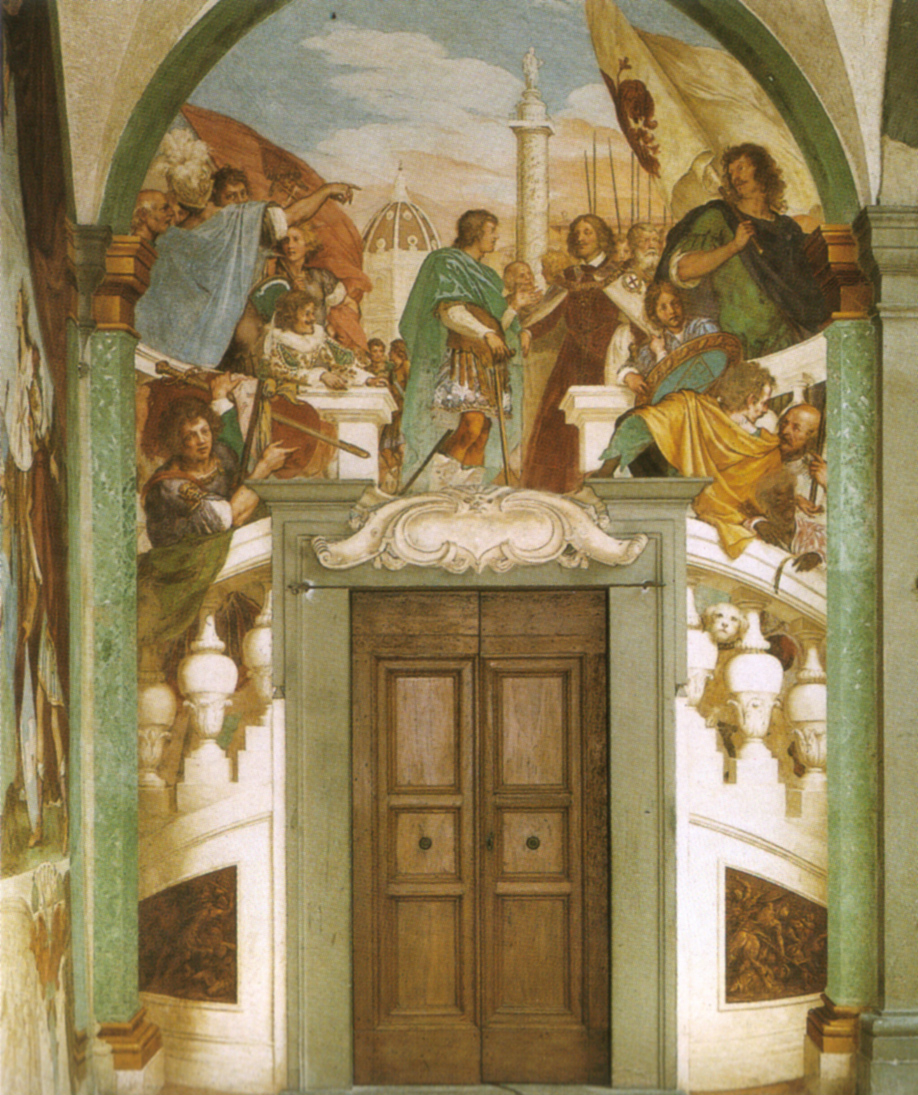
Afrescos do Volterrano.

Depois de um vestíbulo, a partir do qual se acede a algumas salas secundárias, chega-se ao magnífico pátio coberto afrescado, que é o eixo da villa. 
Nas duas paredes principais, as cenas que representam a "Gesta de Goffredo di Buglione na tomada de Jerusalém" (Gesta di Goffredo di Buglione alla presa di Gerusalemme) são de Cosimo Daddi e datam de cerca de 1590. Sob as galerias laterais, por outro lado, estão representados os "Faustos mediceos" (Fasti medicei, obra-prima do Volterrano, pintados entre 1637 e 1646.
Da direita para a esquerda, as cenas são:
1. "O encontro entre o Papa Leão X e Francisco I de França" (L'incontro fra papa Leone X e Francesco I di Francia)
2. "A entrada triunfal de Cosme I em Siena" (L'ingresso trionfale di Cosimo I a Siena)
3. "Catarina de Médici com os filhos" (Caterina de' Medici con i figli)
4. "O predomínio da Toscânia no mar" (Il predominio della Toscana sul mare)
5. "Giuliano Duque de Nemours e Lourenço Duque de Urbino em Campidoglio" (Giuliano Duca di Nemours e Lorenzo Duca d'Urbino sul Campidoglio)
6. "Alexandre primeiro Duque de Florença" (Alessandro primo duca di Firenze - esta cena contém um auto-retrato do pintor)
7. "Cosme II recebe os vencedores da expedição de Bona" (Cosimo II riceve i vincitori dell'impresa di Bona)
8. "Maria de Médici rainha de França com os filhos" (Maria de' Medici regina di Francia con i figli)
9. "Cosme I associa ao governo o filho Francisco" (Cosimo I associa al governo il figlio Francesco)
10. "Clemente VII coroa em Bolonha Carlos V" (Clemente VII incorona a Bologna Carlo V)

A cobertura em ferro e vidro, o grande lampadário em cristal e o pavimento datam de 1872, quando o pátio foi transformado em Salão das Festas.

#### As outras salas

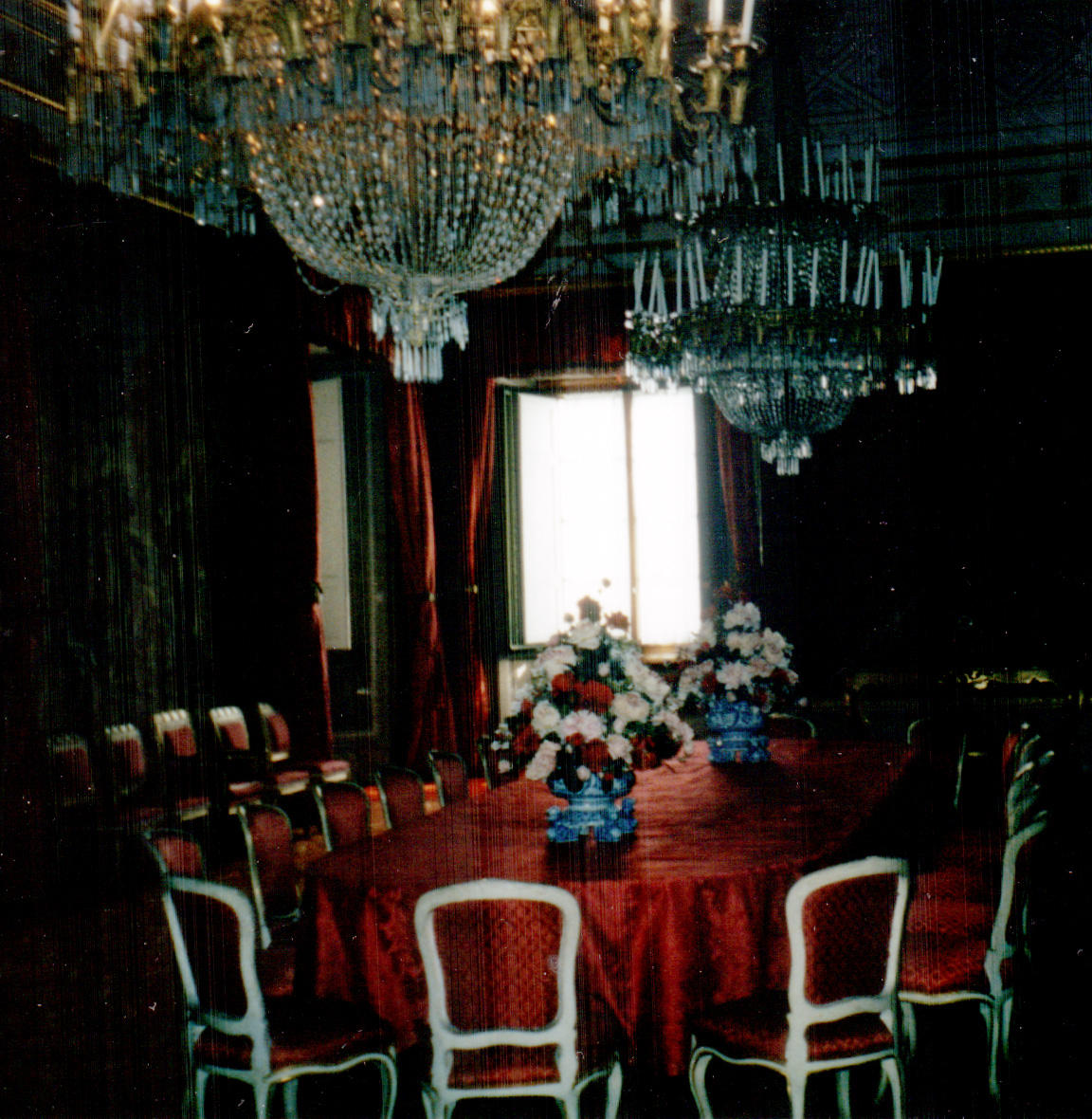
Sala de refeições.

Através duma porta à direita acede-se à grande sala de refeições, a chamada Sala degli arazzi (Sala das tapeçarias) ou Sala rossa (Sala encarnada), onde estão suspensas algumas tapeçarias flamengas do século XVII. Os tectos forrados de tecidos representam "Os quatro elementos, As quatro estações, Os meses de Maio e Junho" (I quattro elementi, Le quattro stagioni, I mesi di Maggio e Giugno) e "Cosme II que recebe a himenagem do Senado" (Cosimo II che riceve l'omaggio del Senato), este último executado em Florença no ano de 1655 sobre um cartão de Agostino Melissi. 
A sala seguinte, Sala da música, toma o nome do grande pianoforte-harmónio construído em Nápoles no ano de 1868. As paredes estão atapetadas por veludos franceses, sendo de particular valor o relógio francês, em bronze dourado, datado de 1770. O Estúdio do Rei (Studio del Re) tem um reposteiro de fabrico francês em veludo carmesim sobre fundo amarelo laminado em ouro. O mobiliário antigo provém, sobretudo, do Estilo Império, típico da década de 1800.
A Capela Nova (Cappella Nuova), assim chamada para se distinguir da mais antiga situada no primeiro andar, era antigamente o quarto do religiosíssimo Grão-duque Cosme III. Este mandara realizar os afrescos com temas religiosos a Pier Dandini e Rinaldo Botti, cerca de 1696. Um século mais tarde estas pinturas foram consideradas mais condizentes com um lugar de oração, pelo que a sala foi, de facto, consagrada e foi realizado o altar, sobre cujo cume se encontra, actualmente, uma cópia da Sagrada Família (Sacra famiglia) de Andrea del Sarto.
A partir do lado direito do pátio acede-se a duas salas dedicadas a esculturas removidas, por questões de conservação, do parque da villa e do jardim da vizinha Villa Medicea di Castello. Estão, de facto, aqui presentes:
- o grupo de "Hércules que faz explodir Anteu" (Ercole che fa scoppiare Anteo), de Bartolomeo Ammannati (1559-1560), originariamente no alto duma fonte chamada "de Hércules e Anteu" (di Ercole e Anteo), da qual estão aqui conservados alguns relevos marmóreos originais e a série de putti em bronze que a decoravam: três são de Pierino da Vinci e um de Niccolò Tribolo;
- as duas estátuas dos "Gladiadores" (Gladiatori), de Domenico Pieratti (cerca de 1635), entre os quais, aquele sem escudo incorpora partes (cabeça, torso e perna direita) de uma escultura antiga da época romana, cópia de um original considerado como sendo de Lísipo.

Entre as pinturas expostas nestas salas encontramos algumas aguarelas chinesas, muito em voga no final do século XVIII, adquiridas pelo Grão-duque Pedro Leopoldo cerca de 1785, e duas "paisagens com viajantes" (Paesaggi con viandanti), de Crescenzio Onofri com figuras pintadas por Alessandro Magnasco (cerca de 1708).

### Primeiro andar

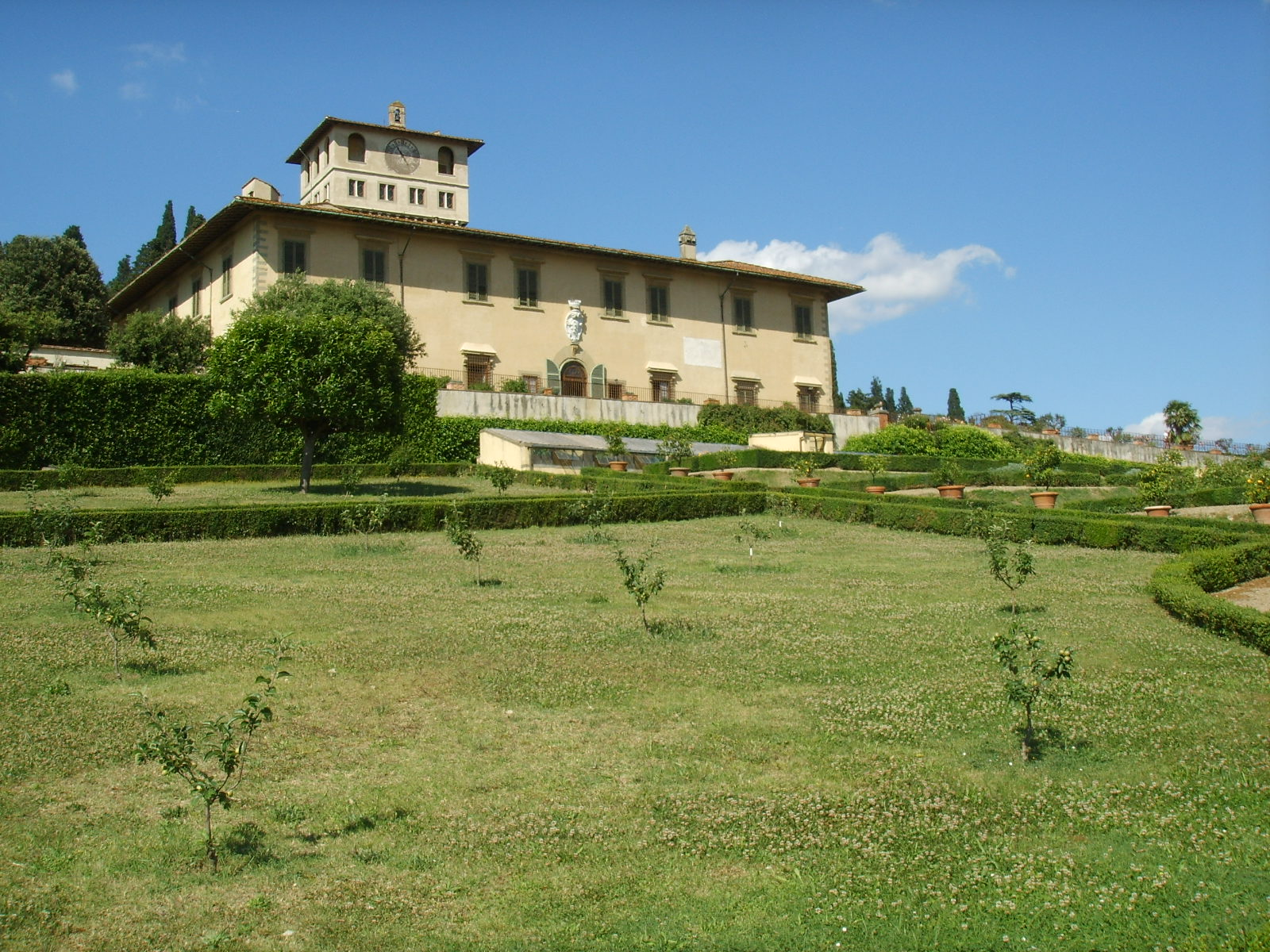
Vista exterior do primeiro andar da Villa Medicea La Petraia.

No corredor do primeiro andar encontram-se numerosas aguarelas chinesas de finais do século XVIII, com retratos dos trabalhos da vida quotidiana, antigamente muito em voga, quando esta forma de arte era chamada de chinoiserie. A pintura mais valiosa é, talvez, a "Vista do porto de Cantão" (Veduta del porto di Canton), executada a guache num rolo de seda.
O Estúdio (Studio) está mobilado com móveis oitocentistase em madeira escura de mogno, enquanto a chamada Sala Império (Sala Impero) tem mobiliário do período napoleónico. A Sala Azul (Sala blu) toma o nome do reposteiro em seda azul e está mobilada com móveis em estilo rococó, mas que datam do século seguinte (século XIX), quando estava difundida a moda do ecletismo. Depois de se passar pela loggia de poente, chega-se ao Estúdio de Florença (Studiolo di Fiorenza), assim chamado por estar ali exposta a escultura de Giambologna da Vénus-Florença (Venere-Fiorenza; 1570-1572), antigamente no alto da fonte ao lado da villa, onde actualmente se encontra uma cópia. 
O Quarto da Bela Rosina (Camera della Bella Rosina) era onde dormia Rosa Vercellana, com um baldaquino da primeira metade do século XIX e outros móveis da mesma época. Nas paredes encontram-se tapeçarias em seda celeste de manufactura francesa (1865). A vizinha Sala de Toillete (Sala da toeletta) contém uma série de retratos setecentistas executados em pastel, atribuídos à pintora Giovanna Fratellini.
A Sala Amarela (Salotto giallo) foi em tempos o quarto do Rei, com mobiliário da primeira metade do século XIX, enquanto a Sala de Estar (Salotto) está mobilada com peças setecentistas.
A Sala Verde (Salotto verde) conserva duas pinturas de Matteo Rosselli com tema literário, Angelica e Medoro e Tancredi medicato da Erminia e Valfrino, ambos de 1624 e fazendo parte de uma série mais ampla encomendada pelo Cardeal Carlos de Médici para o Casino Mediceo di San Marco. Outras obras desta série encontram-se na pouco distante Sala de Jogo (Sala da Gioco), mobilada pelos Lorena entre 1853 e 1861 com divãs, poltronas e um vis-à-vis em tecido de algodão, além duma mesa de bilhar e outra com vários jogos para casino, entre os quais uma roleta. As pinturas em questão são a Semiramide, de Matteo Rosselli, a Artemisia e Erminia tra i pastori (1633), de Francesco Curradi, Anfione sul delfino, de Domenico Cresti, Rinaldo nel giardino di Armida, de Domenico Frilli Croci, e Olindo e Sofronia liberati da Clorinda, de Francesco Rustini (cerca de 1624).
A Sala Encarnada (Salotto rosso) conserva alguns retratos de Giuso Sustermans, Henry e Charles Beaubrun, além de um Baccanale de Ignazio Hugford. A Capela Velha (Cappela Vecchia) tem uma decoração com "Histórias de santos e vida de Cristo" (Storie di santi e vita di Cristo) de Bernardino Poccetti e a abóbada está decorada com a "Glória do Espírito Santo entre anjos e camas" (Gloria dello Spirito santo tra angeli e letti), de Cosimo Daddi (1589-1594). No altar encontra-se uma cópia da Madonna dell'impannata de Raffaello Sanzio.
A loggia de levante conserva dois dos móveis mais antigos e valiosos da villa: dois pianos para mesa decorados em estilo barroco, de 1686. Fecha o percurso expositivo a Sala de refeições (Sala da pranzo), mobilada com móveis bastante simples, sob os quais é particularmente valioso o tapete, que documenta a manufactura florentina de tal artesanato, assinado por Girolamo Podestà e datado de 1860.

## Os jardins

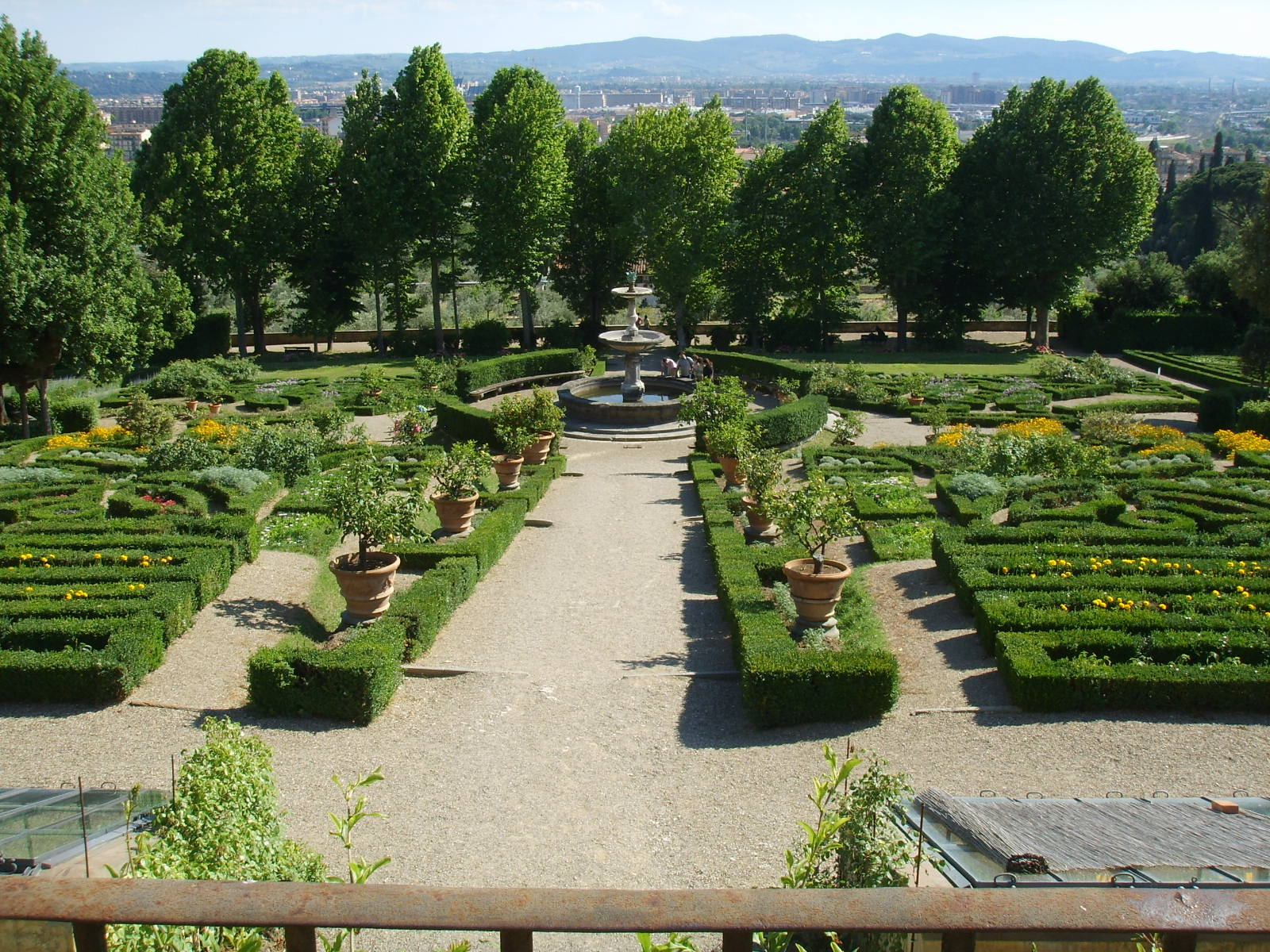
Jardim à italiana

A villa é circundada pelo verde: à frente, em posição panorâmica dirigida à cidade, encontram-se os jardins formais, enquanto nas traseiras se estende o grande parque à inglesa.
Os jardins formais são divididos em três níveis, desfrutando da inclinação irregular da colina. O terraço amis alto, ao nível do edifício, do qual se goza uma magnífica vista de Florença, é composto por dois grandes jardins; o de este é chamado de "prado da figura" ("prato della figurina") e o de oeste de "Plano de Poente" ("Piano di Ponente") ou "prado dos castanheiros" (" "prato dei castagni"). 
O Prato della figurina toma o nome da fonte Fiorenza, obra de Tribolo e de Pierino da Vinci (1538-1547), em cujo topo estava colocada a Vénus (Venere) de Giambologna (a actual é uma cópia da conservada no interior da villa). Encontravam-se aqui dois grandes aviários simétricos, criados em 1872 nos dois lados da fonte, presentes em fotos da época mas hoje desaparecidos. Datado da mesma época mas, ao contrário dos aviários, perfeitamente conservado, no canto sudeste eleva-se o pequeno belvedere, no passado também chamado de Reposoir, realizado segundo projecto de Ferdinando Lasino (1872) no âmbito da reorganização de todo o Piano della Figurina. O mobiliário e as paredes foram reconstituídos com base no inventário de 1911.

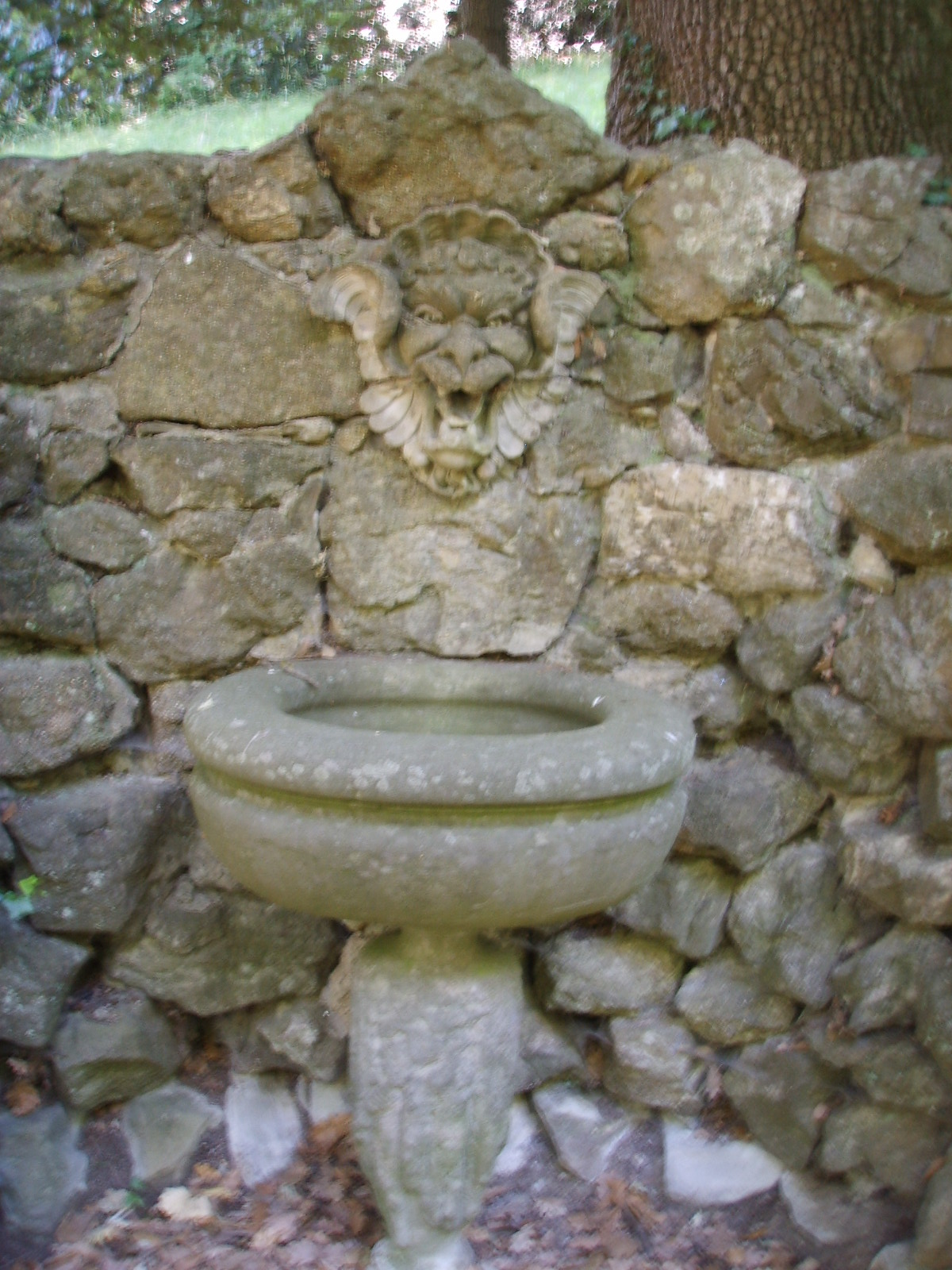
Fonte com carranca.

Do Prato dei castagni, hoje privado de qualquer característica formal, não resta qualquer memória das árvores a que deve o nome, substituídas por cedros na época dos saboias. Os restos da grande azinheira que hospedava um sugestivo terraço-belvedere dos tempos em que a villa foi residência de Vítor Emanuel II, Rei de Itália, encontram-se na extremidade do terraço em direcção ao vale.
O nível intermédio, chamado de "Prado do viveiro" (Piano del Vivaio) devido ao grande tanque rectangular que antigamente o caracterizava, é acedido, actualmentem, através duma escada de duas rampas com uma fonte com uma carranca ao centro. Ao centro encontra-se um serra-tepidario, enquanto nos dois lados estão cultivados canteiros, dos quais o da esquerda apresenta plantas de bolbo.

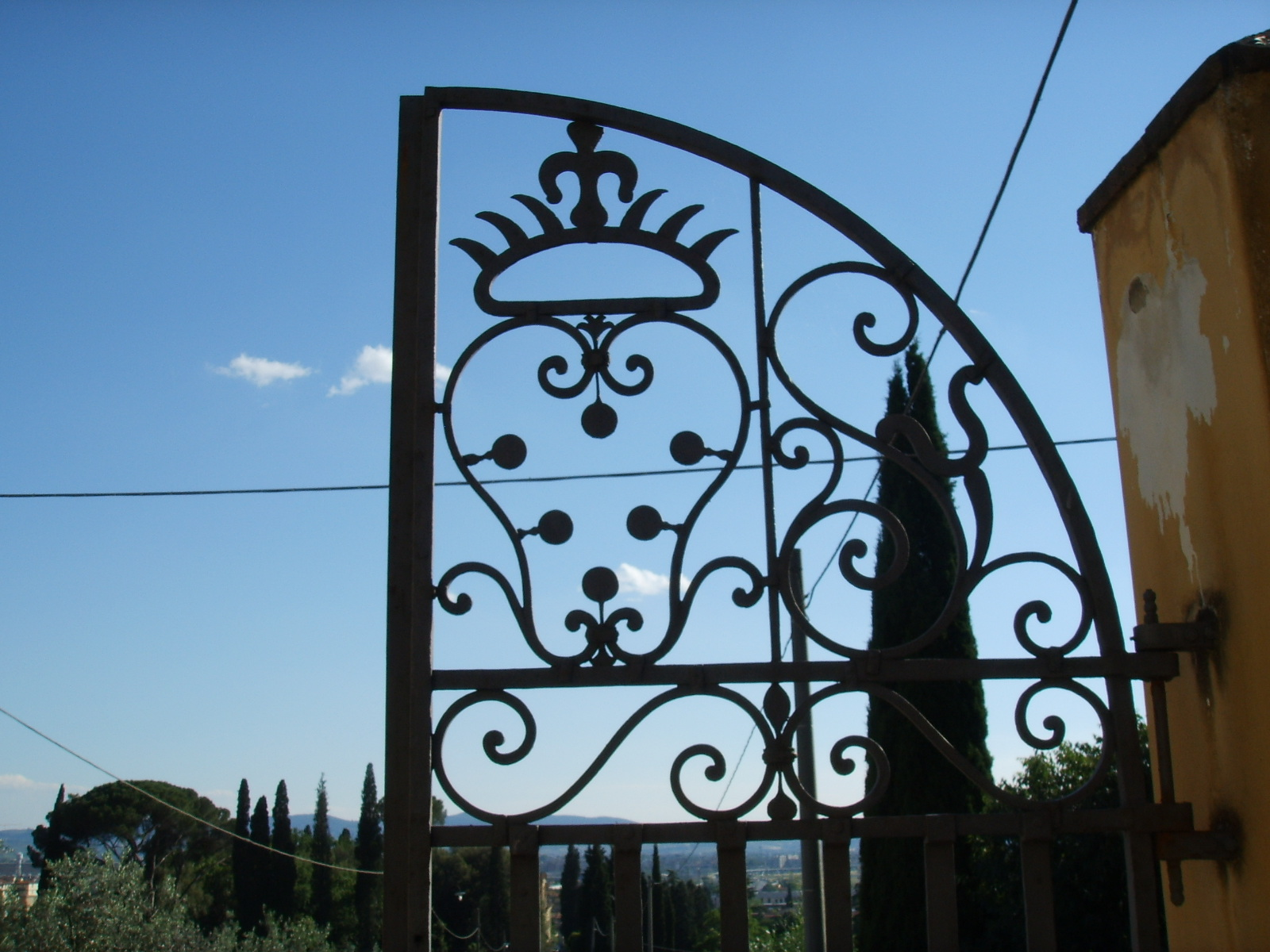
Brasão dos Médici num portão da villa.

O plano inferior, amplo e com leve inclinação, apresenta um parterre de sebes de buxo caracterizado por um complexo desenho geométrico, no mais típico estilo do "Jardim à Italiana". A inclinação do terreno limita a possibilidade de apreciar plenamente o desenho dos jardins no complexo, que com o tempo evoluiu a partir da sistematização em duas cercas auxiliares, divididas por valetas ortogonais, que ainda se reflectem no desenho moderno mantido da época oitocentista. A fonte ao centro é um acrescento setecentista encimado por um Neptuno em bronze.
Para alimentar o jardim, Tribolo realizou um aqueduto, chamado de Aqueduto dos Valcenni (l'acquedotto di Valcenni), em adição ao da Castellina. Apesar desta grande obra, no jardim a água não é um elemento dominante da composição e, além das duas fontes citadas, só existe uma terceira, a qual se encontra nas traseiras da villa: trata-se duma grande esponja adossada ao muro, semelhante a um grande nariz de onde escorrem as gotas de água, o qual define o largo atrás da villa e o separa do parque romantico à inglesa que se estende pela colina. 

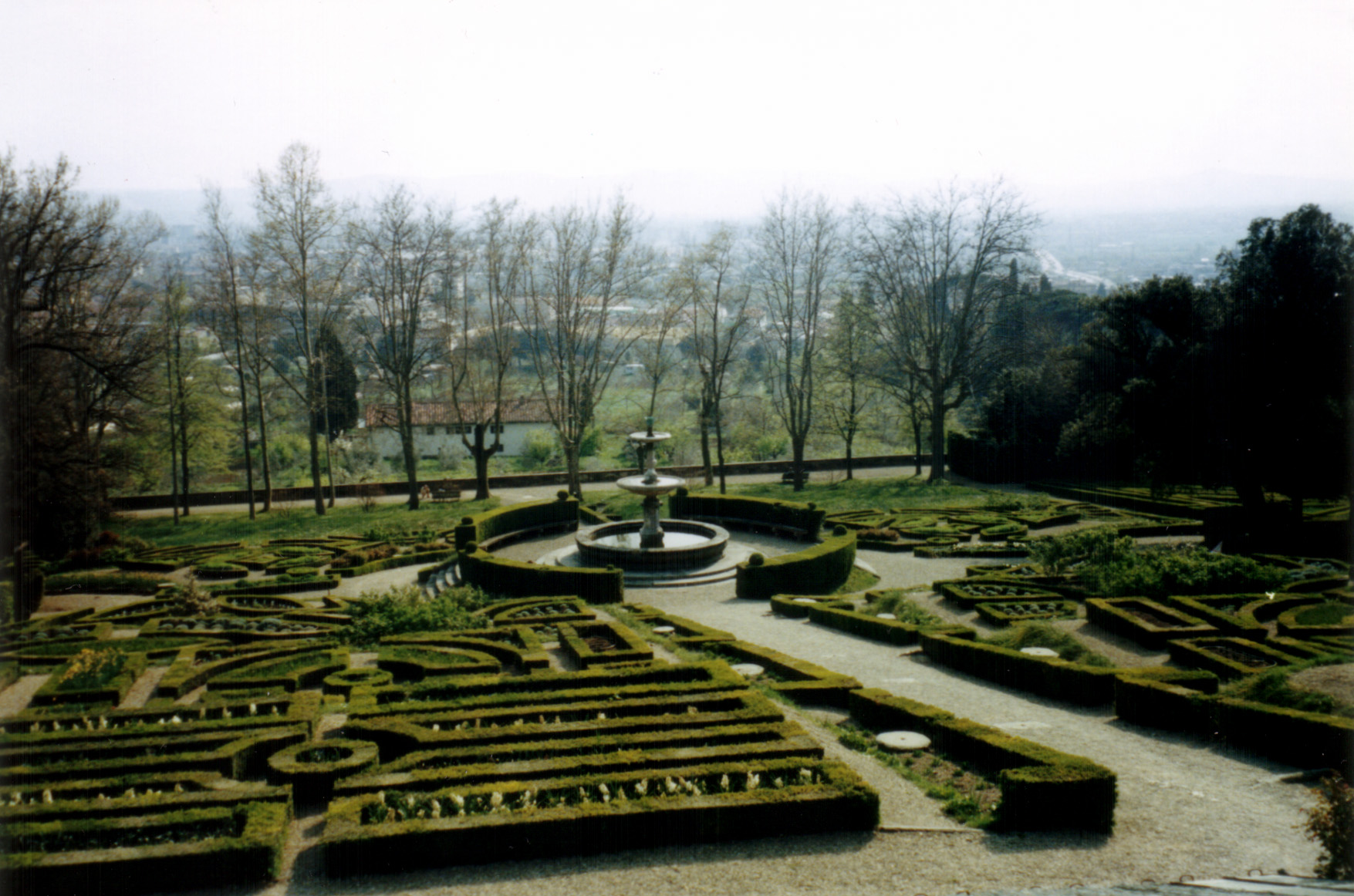
O jardim à italiana no Inverno.

A sistematização do parque romântico é obra de Pedro Leopoldo II de Lorena, que em 1818 desejou reunir as duas propriedades vizinhas de Castello e Petraia, encarregando disso o arquitecto boémio Joseph Frietsch (1829). Este idealizou o grande parque, cujo contorno hoje, depois de vários cortes ao longo dos séculos, se pode admirar uma parte significativa (cerca de 20 hectares), mas não em toda a sua extensão original. O projecto baseava-se na criação duma via de ligação entre as duas villas, do qual partem, ainda, caminhos e vielas colina acima, abrindo-se em curtas perspectivas e flanqueando riachos e lagos. A vegetação é dominada por plantas de folha persistente e coníferas: azinheiras e ciprestes, mas não faltando exemplares de carvalho vermelho, de frixos, de quercus pubescens e de muitas variedades de pinheiro. O parque é muito frequentado pelas aves migratórias que o usam como escala, hospedando, de facto, desde 2003, um oásis faunístico da Lega Italiana Protezione Uccelli (LIPU - Liga Italiana de Protecção das Aves).

### Imagens dos jardins

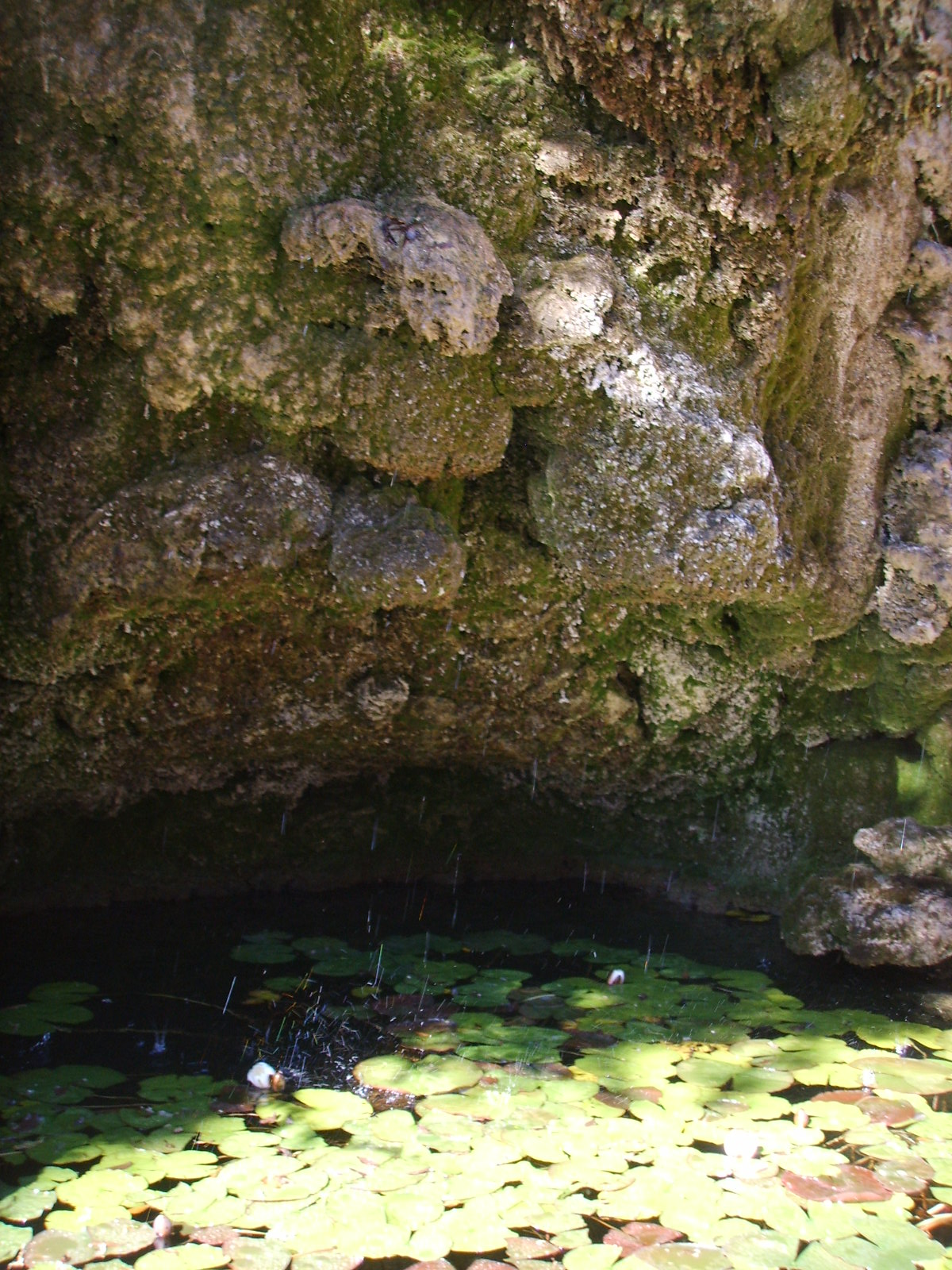
Fonte
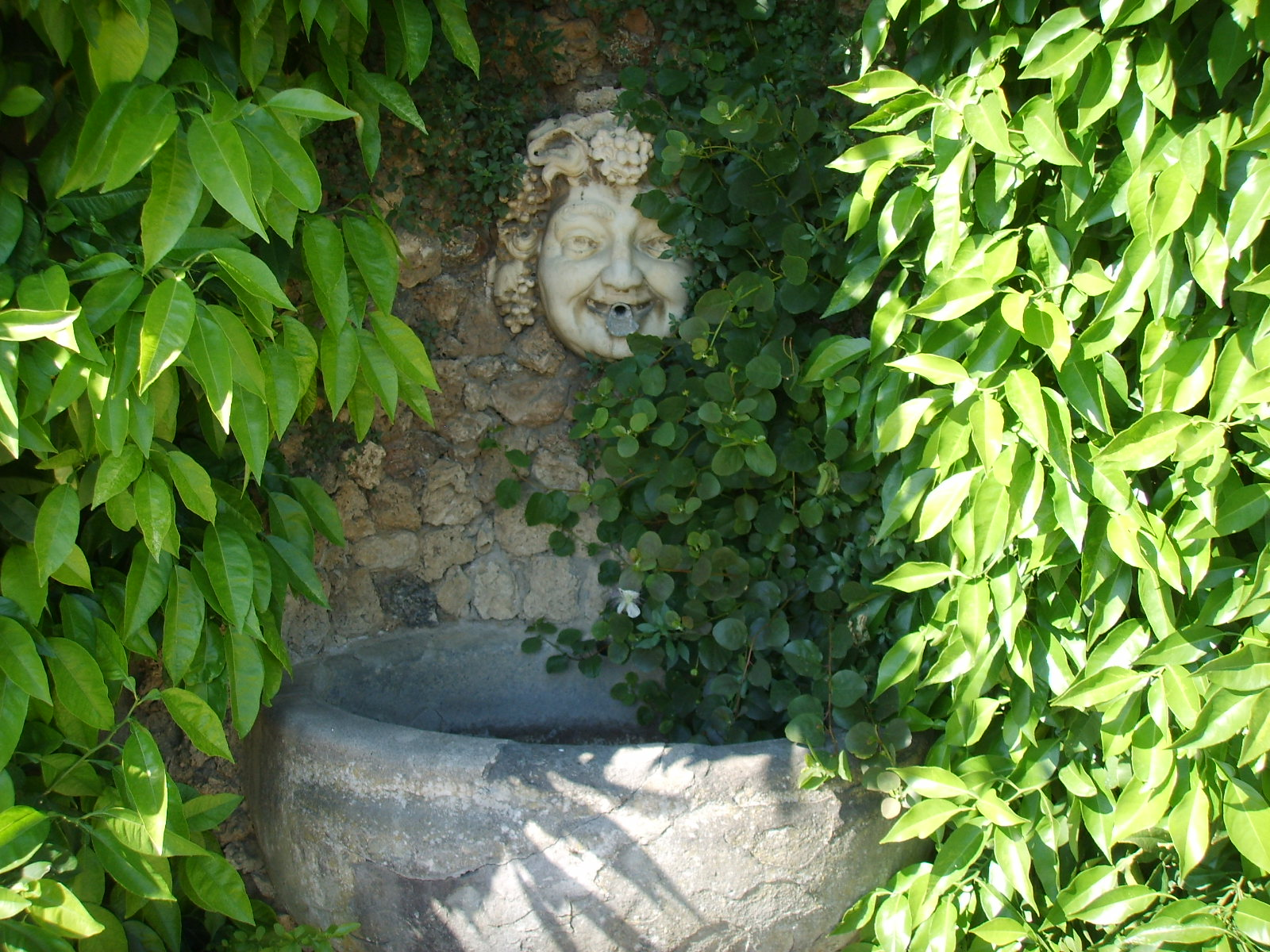
Fonte
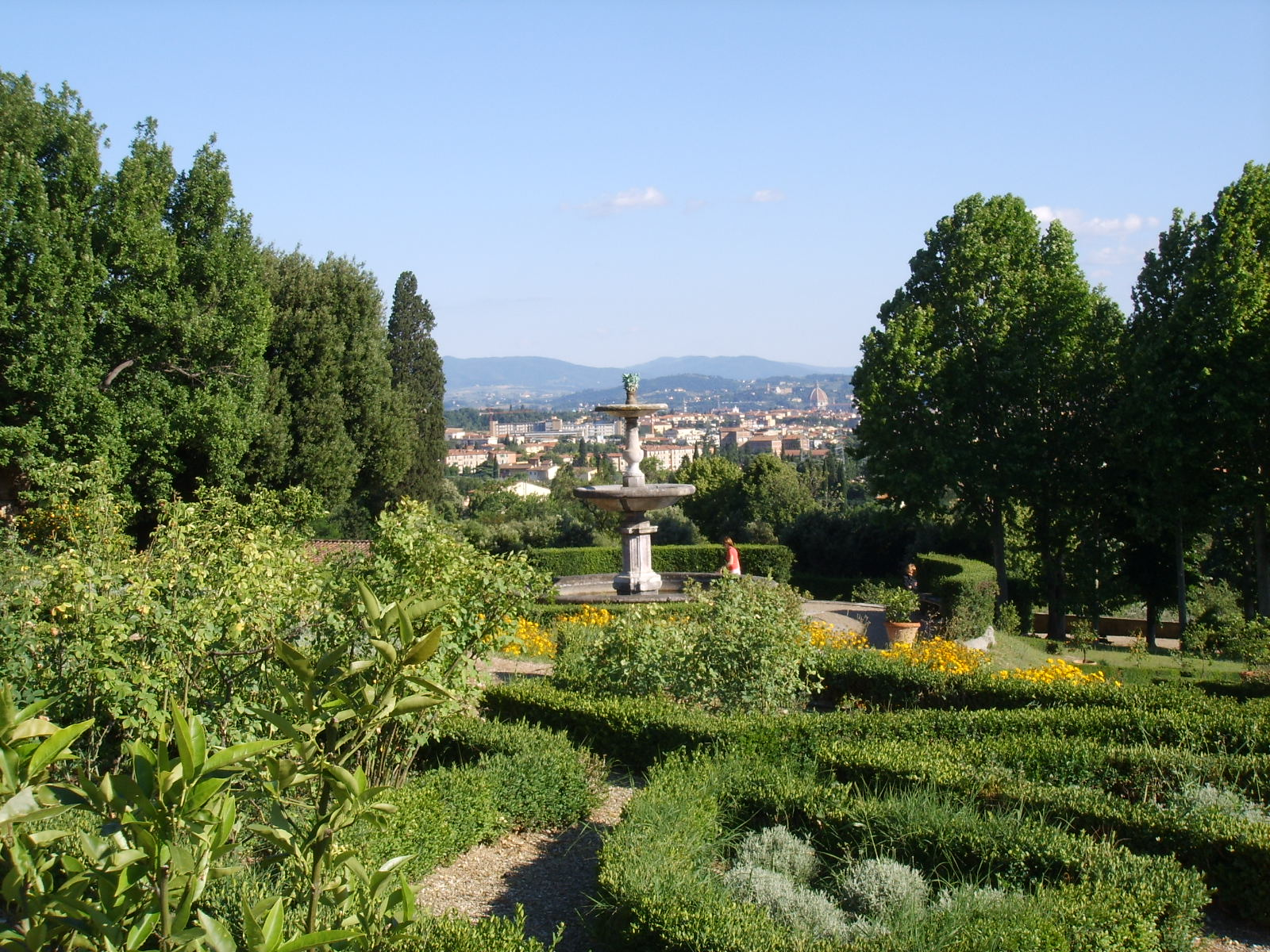
Jardim à italiana
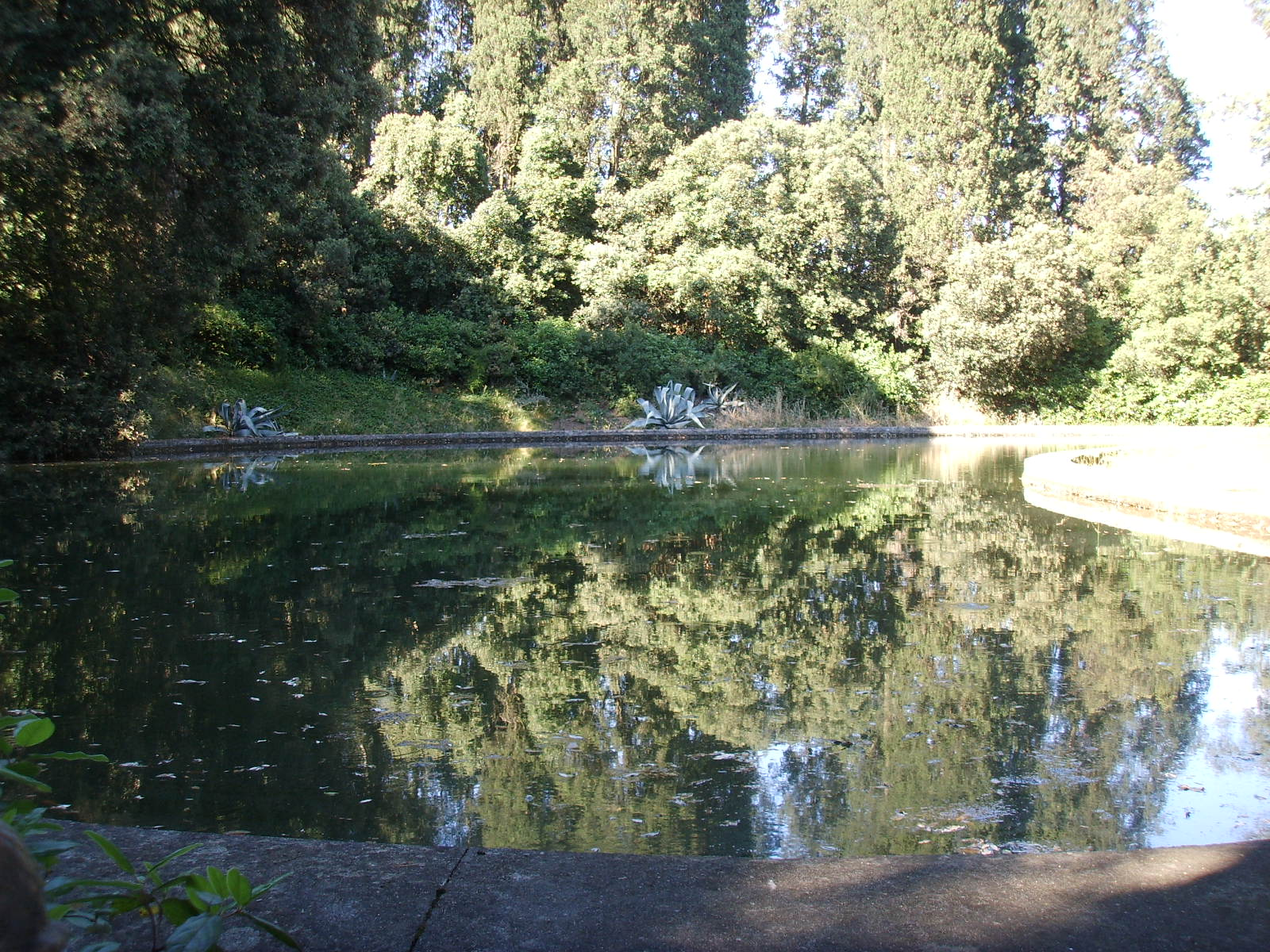
Lago